# Pararhodia daviesorum
Pararhodia daviesorum är en fjärilsart som beskrevs av Lemaire 1979. Pararhodia daviesorum ingår i släktet Pararhodia och familjen påfågelsspinnare. Inga underarter finns listade i Catalogue of Life.